# Luke Ridnour
Lucas Robin "Luke" Ridnour (nascut el 13 de febrer de 1981 a Coeur d'Alene, Idaho) és un exjugador professional de bàsquet que jugava a la posició de base. És fill de Rob Ridnour, antic entrenador d'institut i actual entrenador de Bellingham SLAM de l'ABA.